# Elzekatjesmummiekelkje
Het elzekatjesmummiekelkje (Ciboria amentacea) is een schimmel die behoort tot de familie Sclerotiniaceae. Het groeit saprotroof op gevallen mannelijke katjes van els (Alnus) in vochtige bossen en struwelen. Soms komt het ook voor op wilg (Salix).

## Kenmerken

### Uiterlijke kenmerken
Elzekatjesmummiekelkjes groeien op de grond liggende dode elzenkatjes. De gesteelde vruchtlichamen (apothecia) zijn 0,3 tot 1 cm groot. Aanvankelijk is hun vorm diep komvormig, maar kan met de jaren ook uitgroeien tot een schijfvorm. De randen zijn fijn schilferig tot gekarteld. De kleur is beige tot bleekbruin. Hun steel is kort als de katjes op de grond liggen, maar kunnen tot 4 cm lang worden als de katjes begraven zijn. Ze zijn vaak gebogen, elastisch en taps toelopend naar de basis. De kleur is bleker dan die van de apothecia.

### Microscopische kenmerken
De ascus is 8-sporig, cilindrisch gelobd, 100 tot 120 µm lang en 7 tot 9 µm breed. De ascosporen zijn kleurloos, glad, elliptisch-ovaal, soms bijna ruitvormig en meten 7,5-10,5 × 4,5-6 μm. De draadvormige parafysen hebben een 4 tot 6,5 μm brede, knotsvormige punt.

## Gelijkende soorten
Op elzekatjes groeit ook een andere schimmel, namelijk elzenpropmummiekelkje (Ciboria viridifusca). Deze maakt vruchtlichamen in de herfst op vrouwelijke katjes met kleinere apothecia (1 tot 4 mm) en een kleinere sporenmaat (6-9 × 3-4 μm).

## Taxonomie
De soort werd voor het eerst beschreven door Giovanni Battista Balbis in 1804 als Peziza amentacea. Karl Wilhelm Gottlieb Leopold Fuckel bracht deze soort in 1870 over naar Ciboria.

## Foto's

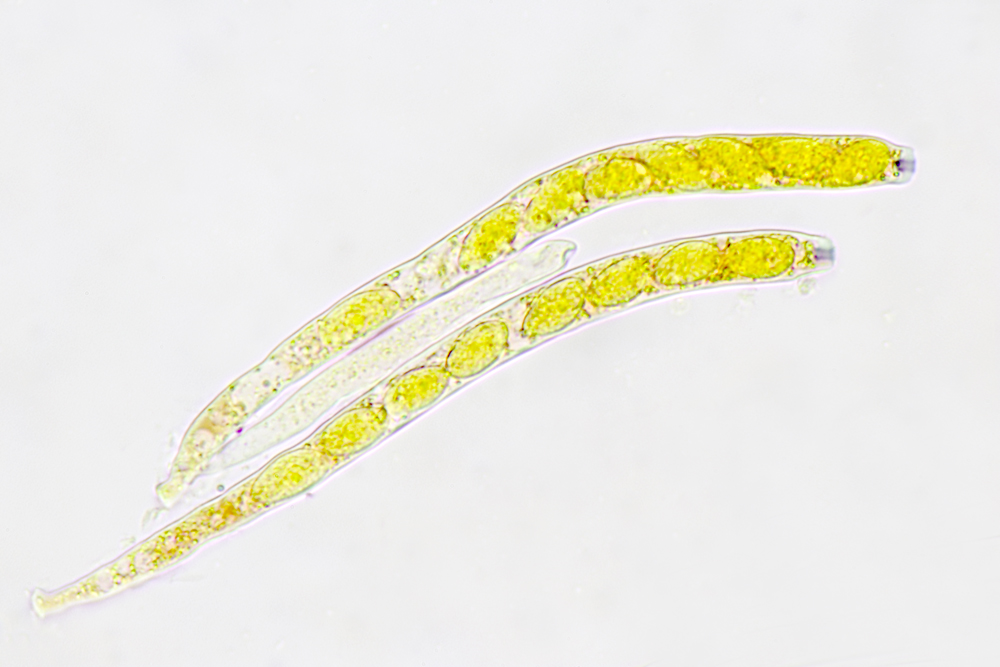
Twee asci met acht sporen
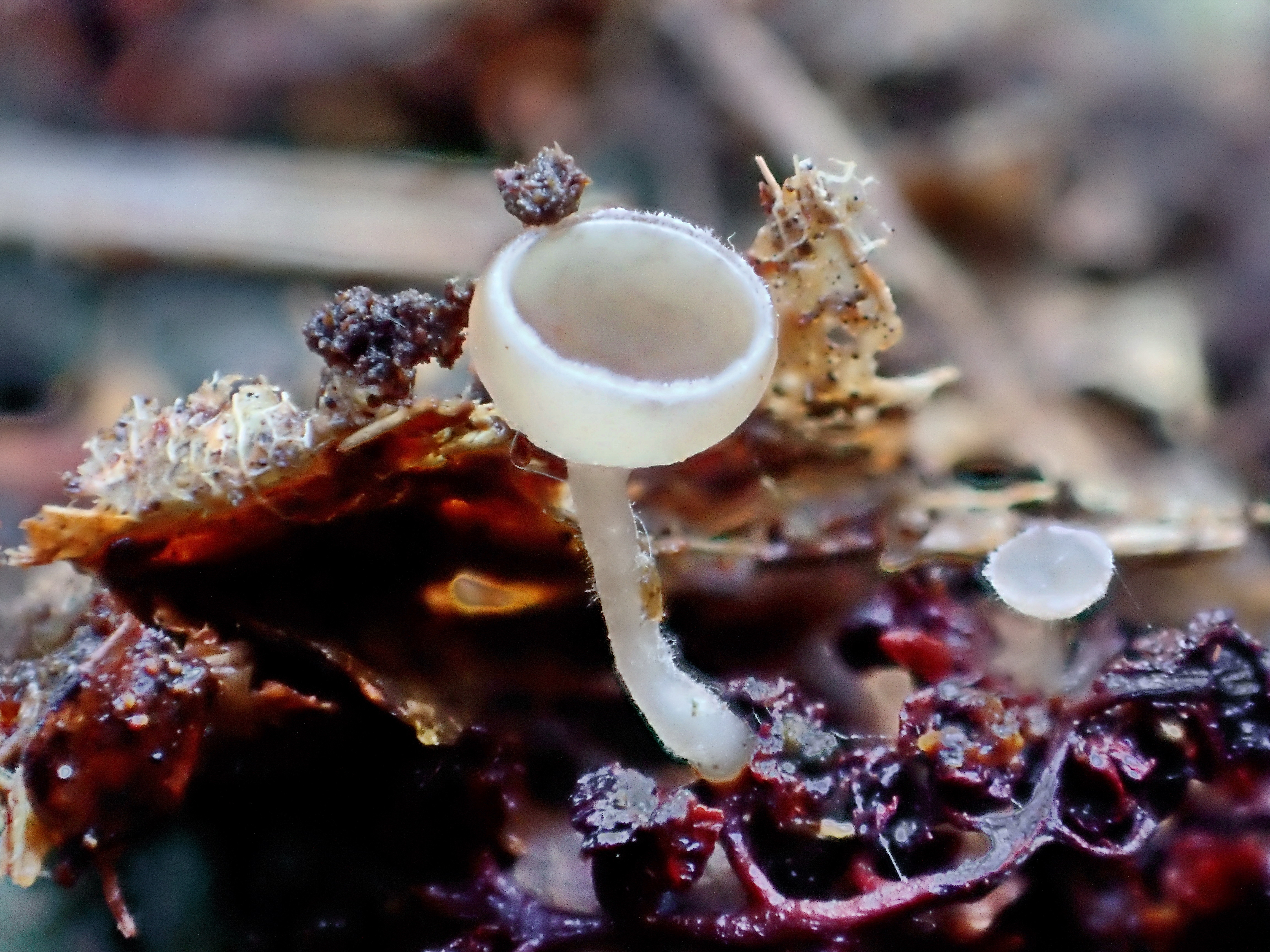
Vruchtlichaam